# 伊爾福德
伊爾福德是英國英格蘭倫敦東北部的一個地區，也是紅橋倫敦自治市的行政中心所在地。位於查令十字東北9.1英里（14.6）處，是倫敦計劃中規劃的倫敦主要都心之一。據2011年人口普查，伊爾福德地區有人口45,333人。這裡有伊爾福德火車站。